# Xanthenfarbstoffe
Xanthenfarbstoffe sind eine Klasse organischer Farbstoffe, die sich von der heterocyclischen Verbindung Xanthen ableiten. Durch Einführung von elektronenliefernden Substituenten (sogenannte Auxochrome) an den aromatischen Ringen kann sich ein chinoides System als Chromophor ausbilden, das die Farbigkeit der Verbindungen bedingt. Xanthenfarbstoffe mit einem Phenylsubstituenten am Pyranring gehören auch zur Gruppe der Triphenylmethanfarbstoffe. Die übergeordnete Farbstoffgruppe sind die Methinfarbstoffe. Die kationischen Xanthenfarbstoffe werden auch als Pyronine bezeichnet.
π-Elektronensysteme von Xanthen (links) und Xanthenfarbstoffen (rechts). X kann Sauerstoff (Hydroxy- bzw. Oxo-Gruppe) oder Stickstoff (Amino/Iminogruppe) sein.
Zu den Xanthenfarbstoffen zählen Eosin B, Eosin Y, Fluorescein, Pyronin G und die Rhodamine.

## Herstellung
Die Farbstoffe wurden bei der Erforschung der Reaktionen von substituierten Phenolen mit Carbonylverbindungen, z. B. Aldehyden oder Dicarbonsäureanhydriden, entdeckt. 
Bei der Reaktion mit Aldehyden entsteht manchmal eine farblose Zwischenstufe, die „Leukoverbindung“ genannt wurde (gr. leukos = weiß). Diese muss anschließend zum Farbstoff oxidiert bzw. dehydriert werden. Im Falle der Xanthenfarbstoffe ist in der Leukoverbindung der eigentliche Xanthen-Heterocyclus vorhanden. Näheres ist in den Artikeln über die einzelnen Farbstoffe angegeben.